# José Osuna
José Osuna (né le 12 décembre 1992 à Trujillo, Venezuela) est un joueur de champ extérieur et de premier but des Pirates de Pittsburgh de la Ligue majeure de baseball.

## Carrière
José Osuna commence sa carrière professionnelle en 2010 dans les ligues mineures avec des clubs affiliés aux Pirates de Pittsburgh. Il joue aussi en parallèle dans la Ligue d'hiver du Venezuela.
Il fait ses débuts dans le baseball majeur avec les Pirates le 18 avril 2017.